# Vir pri Nevljah
Vir pri Nevljah este o localitate din comuna Kamnik, Slovenia, cu o populație de 18 locuitori.